# 德沃里奇納

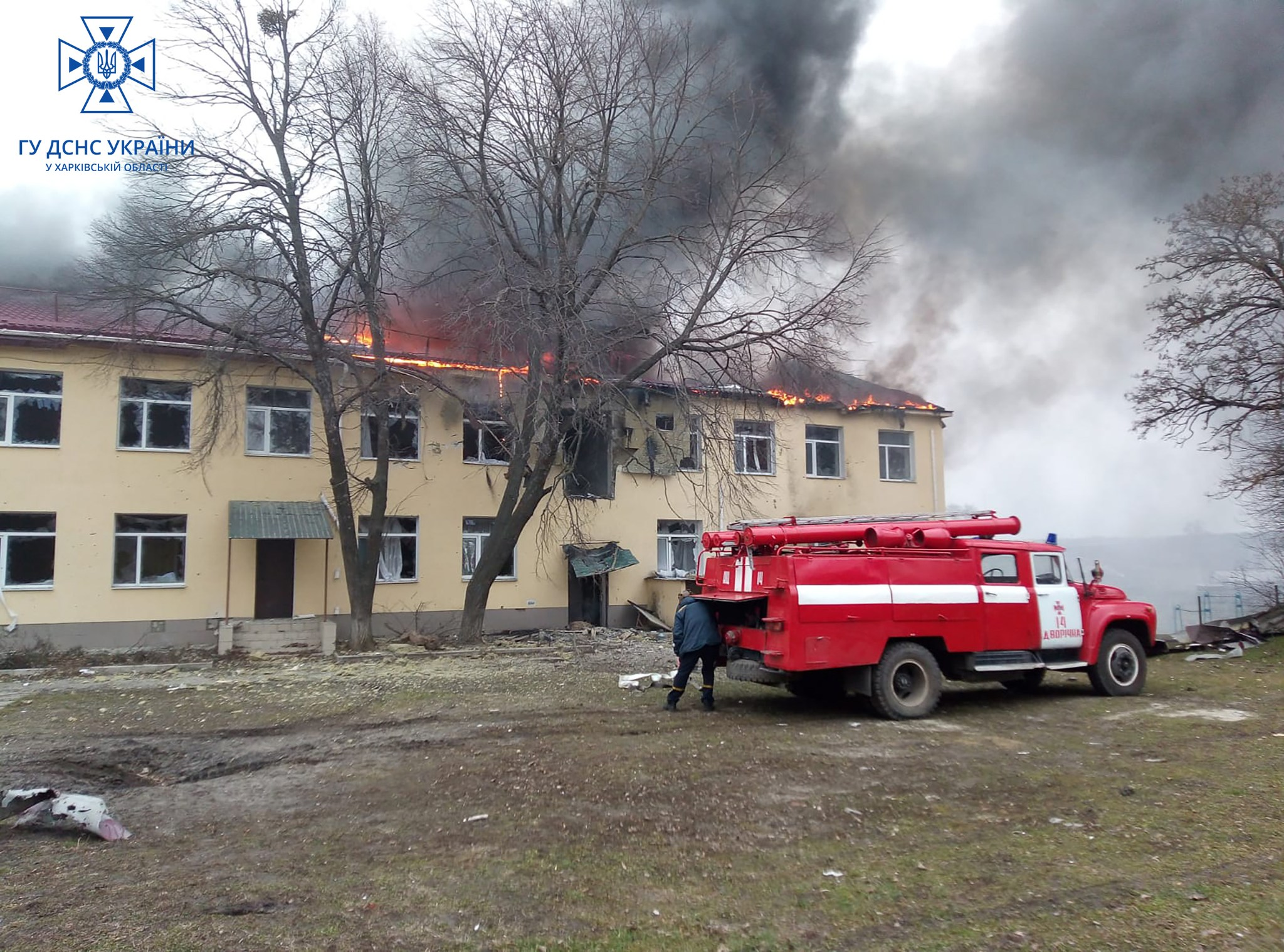
2023年1月5日被炮弹击中后的当地高中

德沃里奇納（羅馬化：Dvorichna；或按俄语译为德武列奇纳亚）是烏克蘭東部哈爾科夫州庫皮揚斯克區德沃里奇纳市镇的鎮及行政中心。始建於1660年，面積4.04平方公里，海拔高度88米，2011年人口4,410，人口密度每平方公里1,091.58人。
2022年4月14日，俄罗斯军队占领德沃里奇納，烏克蘭军队后来于同年9月11日收復该地。2025年1月28日，俄军再次完全控制德沃里奇納。

## 備註
1. ↑  俄语：，羅馬化：Dvurechnaya